# Silnice D39
Silnice D39 (chorvatsky Državna cesta D39) je státní silnice v Chorvatsku, součást evropské silnice E65. Je dlouhá 37,3 km a prochází Splitsko-dalmatskou župou. Slouží především k silničnímu spojení chorvatského pobřeží s hranicemi Bosny a Hercegoviny. Překonává pohoří Kamešnica a Biokovo a před vystavěním tunelu Sveti Ilija byla hlavní spojnicí dálnice A1 a Makarské riviéry, díky čemuž byla hojně využívána turisty.

## Průběh
Silnice D39 začíná na hranici s Bosnou a Hercegovinou, konkrétně na hraničním přechodu Aržano – Prisika. Odtud po serpentinách pokračuje do vesnice Aržano a potom na jih do vesnice Svib. Serpentiny končí až ve vesnici Cista Provo, odkud vede silnice téměř stále rovně, až před vesnicí Šestanovac je opět vedená v serpentinách. V Šestanovaci se nachází křižovatka silnice D39 a dálnice A1 (exit 28). Silnice D39 potom dále pokračuje na jih do vesnice Zadvarje, přičemž zde západně od silnice protéká řeka Cetina. Poté v mírných serpentinách pokračuje do vesnice Gornja Brela, avšak v osadě Dupci znovu vytváří ostrou serpentinu. Poté se mezi vesnicemi Pisak a Brela nad pláží Vrulja napojuje na silnici D8.

## Sídla
Silnice prochází přes následující sídla: Aržano, Svib, Cista Provo, Šestanovac, Zadvarje a Gornja Brela.